# Вон, Контесс
Контесс Вон (англ. Countess Vaughn, род. 8 августа 1978) — американская актриса и певица, наиболее известная благодаря роли Кимберли Энн Паркер в ситкомах UPN «Моиша» и его спин-оффе «Паркеры». В 1998 году она выиграла NAACP Image Award за свою роль в «Моиша».

## Биография
Вон родилась в Оклахоме и будучи ребёнком начала свою карьеру как певица в церковном хоре. В 1988 году она выиграла вокальный конкурс Star Search, после чего дебютировала на телевидении, в ситкоме NBC «227». Она покинула шоу после одного сезона, а в 1990-х продолжила карьеру в афро-ситкомах с эпизодическими ролями в «Тусоваться с мистером Купером», «Рок» и «Незначительные корректировки», прежде чем получить регулярную роль подруги главной героини в «Моиша». Это привело её к главной роли наравне с Мо’Ник в его спин-оффе, «Паркеры», который просуществовал пять сезонов. В 1992 году она также выпустила свой сольный альбом «Countess».
С середины 2000-х Вон практически прекратила свою актёрскую карьеру и в 2006 году, после развода с мужем, участвовала в реалити-шоу Celebrity Fit Club, где боролась с ожирением. В 2014 году на шоу The Doctors она рассказала о том, что на протяжении многих лет страдала от потери волос из-за ношения париков. Позже в 2014 году она начала выступать в реалити-шоу Hollywood Divas, в центре которого находятся темнокожие актрисы ситкомов, чья карьера уже видала лучшие дни. В ходе шоу, Вон рассказала, что в восемнадцатилетнем возрасте сделала аборт, так как стремилась к успешной карьере.

## Телевидение
- 227 (13 эпизодов, 1988-89)
- Моиша (83 эпизода, 1996-99)
- Паркеры (110 эпизодов, 1999—2004)